# Extreme
Extreme — американская рок-группа во главе с Гэри Шероуном и Нуно Беттанкуром, достигшая вершины своей популярности в начале 1990-х годов.
На звучание Extreme повлияли такие коллективы как Queen, Van Halen, The Beatles, Aerosmith, Led Zeppelin. Участники группы характеризуют свой стиль как funky metal.
Наиболее успешным их альбомом стал Pornograffitti, а наиболее известной песней — акустическая баллада «More Than Words», достигшая № 1 в американском хит-параде Billboard Hot 100. По состоянию на 2007 год по всему миру продано более 10 миллионов альбомов Extreme.

## История

### Становление
Extreme сформировались в Бостоне, Массачусетс, в 1985 году. Гитарист Нуно Беттанкур играл в группе Sinful, басист Пэт Бэджер — в In The Pink, а вокалист Гэри Шероун (англ. Gary Cherone /ʃəˈroʊn/ произносится как shə-ROHN) и ударник Пол Гиэри участвовали в The Dream. После препирательств по поводу общей гримёрки четвёрка решила образовать новую группу (название Extreme происходит от названия бывшей группы Гэри и Пола — Ex-Dream).
В родном Бостоне музыкальный тон задавали такие группы, как The Pixies, Throwing Muses и Lemonheads, игравшие колледж-рок; территорией групп, представлявших собой андеграунд, считались клубы Narcissus, The Rat Skeller, The Channel, Pizza Pad. Но Extreme выбивались из общего строя даже среди групп, игравших в том же ключе, что и они — длинные волосы, повязки на голове, яркие гитары, амбициозность и веселье музыкального материала.
Шероун и Беттанкур начинают писать песни вместе. Группа усиленно выступает по всей Новой Англии и получает звание «Выдающееся хард-рок/хэви-метал исполнение» на премии Boston Music Awards в 1986 и 1987 годах. В 1988 году Extreme подписывает контракт с лейблом A&M Records. Беттанкур: «Мы подписывали этот контракт в эфире радиостанции, мы всем хвастались, что нашу карьеру ждёт взлёт». В процессе работы над дебютником группе не понравилось звучание; записывающая компания перенесла дату выпуска с формулировкой, что музыканты не уложились в сроки. Extreme были подавлены, но не теряли решимости.
Дебютный альбом Extreme и первый сингл группы «Kid Ego» выходят в 1989 году. Композиция «Play With Me» вошла в саундтрек к фильму «Невероятные приключения Билла и Теда». Альбом продемонстрировал мастерство музыкантов и не лишён интересных моментов, но в целом получился слишком чопорным. Тем не менее, в США альбом был продан тиражом в 300 000 копий и, впечатлённый этим достижением, лейбл дал Extreme ещё один шанс.

### Успех
«Когда первый альбом был отложен, я сказал: „Катись оно к чёрту“ и продолжил писать материал. К моменту выхода первой пластинки Pornograffitti был готов процентов на 80 или 90. Вместо того, чтобы уползти в нору и ныть, мы сделали другой вывод. <…> Вот почему альбом такой напряжённый.»— Нуно Беттанкур
Продюсером Extreme II: Pornograffitti выступил Михаэль Вагенер, ранее работавший с Dokken и White Lion. Альбом, представляющий собой смесь фанка и глэм-метала, наглядно продемонстрировал уровень игры Беттанкура. «Decadence Dance» и «Get the Funk Out» были выпущены как синглы. Если на родине Extreme оставались не слишком заметными, то в Великобритании дела обстояли лучше. «Get the Funk Out» занял 19-ю позицию в британских чартах в июне 1991 года. По словам Нуно, «Get the Funk Out» превосходно демонстрирует, что представляет собой группа.
Когда альбом начал выпадать из чартов, A&M разослал по радиостанциям Аризоны третий сингл. Акустическая баллада «More Than Words» взлетает на вершину Billboard Hot 100. Следующий за ним «Hole Hearted», также акустический трек, занимает 4-ю позицию. Pornograffitti становится мультиплатиновым. Группа активно ротируется на MTV.
«More Than Words» закрепляет за группой репутацию исполнителей баллад с томными глазами, но одновременно даёт им свободу в творческом плане. И Extreme воспользовались этой свободой, начав в 1992 году запись третьего альбома с максимально возможным размахом.
20 апреля 1992 года на стадионе Уэмбли должен был пройти концерт памяти Фредди Меркьюри с участием Metallica, Guns'n'Roses, Def Leppard, Роберта Планта, Роджера Долтри, Дэвида Боуи и многих других. Гитарист Queen Брайан Мэй, познакомившийся с Беттанкуром в ходе интервью для журнала Guitar World, пригласил группу принять в нём участие. Запись альбома была прервана, но зато Extreme были представлены широкой аудитории поклонников тяжёлой музыки. Отыграв попурри из композиций Queen и «More Than Words», группа обрела большое количество поклонников среди фанов Queen. По словам Шероуна, «выступление на том концерте не просто помогло группе — оно всё ещё помогает группе».

«Мы имели некоторый успех с несколькими нашими песнями, но именно концерт памяти Фредди Меркьюри вывел нас на мировую сцену. Это был замечательный день».— Гэри Шероун, интервью в программе «LIVEнь», 24 апреля 2012 года
Третий альбом Extreme, III Sides to Every Story, отличался многообразием стилистических ходов. Альбом был хорошо встречен критиками, но продавался хуже Pornograffitti.

«На личном уровне это уязвило нас, потому что мы считали диск своей лучшей записью. Но с возрастом понимаешь, что жизнь несправедлива. Там могли быть лучше песни, лучше продакшн, пение и исполнение, но отклик в своё время получил именно Pornograffitti.»— Гэри Шероун
Перед выступлением группы на фестивале Monsters of Rock летом 1994 года Майк Манджини (экс-Annihilator) сменил Пола Гиэри за барабанной установкой. Гиэри переключился на деловую сторону музыкальной индустрии, занявшись менеджментом таких групп, как Godsmack, The Smashing Pumpkins, Alter Bridge.
В 1995 году выходит Waiting for the Punchline с примесью пост-гранжа и альтернативного рока. Его выход сопровождался выходом синглов «Hip Today», «Unconditionally» и «Cynical», однако альбом продавался ещё хуже, чем III Sides to Every Story. Нуно решает начать сольную карьеру, и Extreme мирно расходятся после тура в 1996 году.

### Воссоединение
Extreme собрались для короткого тура в 2004 году, выступив на Азорских островах, в родном Бостоне и дав несколько концертов в Японии в январе 2005 года. В 2006 году было дано несколько концертов в Новой Англии.

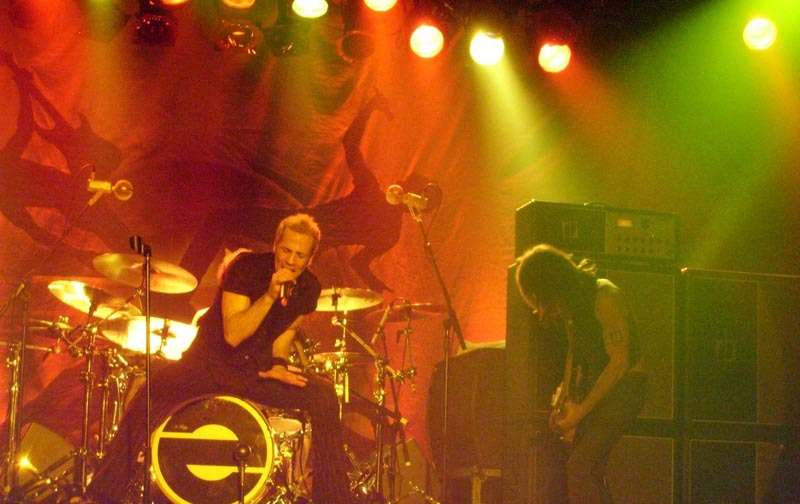
Take Us Alive World Tour

В 2007 году Беттанкур оставляет проект Satellite Party ради возрождения Extreme вместе с Шероуном и Бэджером. 26 ноября 2007 года группа анонсировала будущее мировое турне, запланированное на лето 2008 года, и выход нового студийного альбома Saudades de Rock. Место за барабанной установкой занял Кевин Фигьюридо, игравший с Беттанкуром в DramaGods и в Satellite Party. Пол Гиэри всё ещё оставался с группой, занимаясь менеджментом.
Saudades de Rock вышел 28 июля 2008 года во Франции, 4 августа в Европе и 12 августа в США.
В поддержку альбома группа отправилась в турне Take Us Alive, с разогревающими группами King's X в США и Hot Leg в Великобритании. В 2008 году Extreme дали 23 выступления в Северной Америке, 19 в Европе и 9 в Азии.
В 2009 году группа продолжила гастролировать вместе с коллективом Ratt. Тур был завершён выступлением 8 августа 2009 года в Бостоне, Массачусетс. Концерт был записан и выпущен на CD и DVD под названием Take Us Alive.
В 2012 году Extreme дали серию концертов, посвящённых 20-летию Pornograffitti. В апреле 2012 года группа впервые посетила Россию.
В 2016 году Extreme выпускают DVD «Pornograffitti Live 25: Metal Meltdown» с концертом в честь 25-летия их самого успешного альбома.
В 2017 году группа приняла участие в KISS Kruise VII, в 2018 — совместно с Mr. Big провела небольшое турне по Австралии, посетив также Куала-Лумпур, Сингапур, Бангкок и Тайбэй. В 2019 году группа выступила на «Shirock» вместе с Nazareth и дала концерт в Укхруле, Индия, перед 30 000 зрителей.
9 июня 2023 вышел новый альбом Six.

## Состав

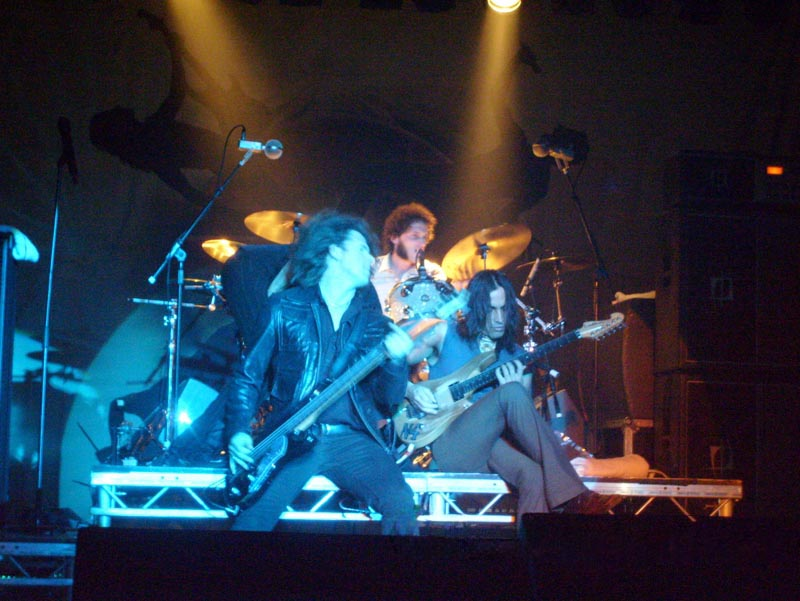
Бирмингем, 2008 год

### Текущий состав
- Гэри Шероун — вокал (1985—1996, 2004, 2005, 2006, 2007—наши дни)
- Нуно Беттанкур — гитара, клавишные, вокал (1985—1996, 2004, 2005, 2006, 2007—наши дни)
- Пэт Бэджер — бас-гитара, бэк-вокал (1985—1996, 2006, 2007—наши дни)
- Кевин Фигьюридо — ударные (2007—наши дни)

### Бывшие участники
- Пол Гиэри — ударные (1985—1994, 2005—2006)
- Пол Мангон — бас-гитара, бэк-вокал (1985—1986)
- Питер Хант — соло-гитара, бэк-вокал (1985)
- Хэл Либэкс — ритм-гитара, бэк-вокал (1985)
- Майк Манджини — ударные (1994—1996)
- Карл Рестиво — бас-гитара, бэк-вокал (2004)
- Стив Ферлаццо — клавишные (2004)
- Лоурент Дюваль — бас-гитара, бэк-вокал (2005)

## Дискография
Студийные альбомы
- Extreme (1989)
- Extreme II: Pornograffitti (1990)
- III Sides to Every Story (1992)
- Waiting for the Punchline (1995)
- Saudades de Rock (2008)
- Six (2023)

 Мини-альбомы 
- Extragraffitti (1990)
- Running Gag (1995)

Концертные альбомы
- Take Us Alive (2010)
- Pornograffitti Live 25: Metal Meltdown (2016)

Сборники
- An Accidental Collication of Atoms? (1998)